# Condado de Orleans (Vermont)
O Condado de Orleans é um dos 14 condados do estado americano de Vermont. Sua sede de condado é Newport, e sua maior cidade é Newport.
O condado possui uma área de 1 867 km² (dos quais 60² estão cobertos por água) uma população de 26 277 habitantes, e uma densidade populacional de 19 hab/km² (segundo o censo nacional de 2000).
O condado foi fundado em 1792.